# F학점 첩보원
《F학점 첩보원》(영어: If Looks Could Kill)(영국 등 일부 국가에서는 Teen Agent)은 미국에서 제작된 윌리엄 디어 감독의 1991년 액션 코미디 영화이다. 리차드 그리에코 등이 주연으로 출연하였고 닐 메론 등이 제작에 참여하였다.

## 출연
- 리차드 그리에코 - 마이클 코번
- 린다 헌트 - 일사
- 로저 리스 - 스트렌코
- 로빈 바틀렛 - 불어 선생님
- 가브리엘 앤워 - 마리스카
- 프레데릭 코핀 - 라라비

## 한국판 성우진(KBS)
- 홍시호 - 마이클 코번(리처드 그리에코)
- 유남희 - 마리스카(개브리엘 앤워)
- 김정호 - 스트랜코(로저 리스)
- 박민아 - 일사(린다 헌트)
- 이선영 - 갤런트 박사(제럴딘 제임스)
- 정기항 - 헤이우드(마이클 시넬니코프)
- 유민석 - 교장 선생님(필립 스펜슬리)
- 김규식 - 라라비(프레데릭 코핀)
- 김정미 - 불어 선생님(로빈 바틀릿)
- 최옥희 - 마이클의 어머니(피오나 레이드)
- 유영환 - 마이클의 아버지(게리 멘디시노)
- 최병상 - 켄트(올리버 디어) / 케리(트레비스 스워드)
- 이현선 - 멜리사(신시아 프레스턴)
- 서문석 - 코번 요원(데이빗 맥일레이스)

## 기타
- 미술: 가이 J. 콩투아
- 배역: 샤론 하워드-필드

## 사운드트랙
1. "If Looks Could Kill (No Turning Back)" - Glenn Medeiros
2. "One Hot Country" - The Outfield
3. "Loud Guitars, Fast Cars and Wild, Wild Livin'" - Contraband
4. "One Mo' Time" - Trixter
5. "Better the Devil You Know" - Kylie Minogue
6. "Teach Me How to Dream" - Robin McAuley
7. "All Is Fair" - The Fixx
8. "Maybe This Time" - The Stabilizers
9. "My Saltine" - Bang Tango
10. "Michael Corben's Adventure" - David Foster and Bill Ross